# أوستين هوب
أوستين هوب (بالإنجليزية: Austin Hope)‏ هو مزارع الكروم أمريكي، ولد في 1973 في بيكرسفيلد في الولايات المتحدة.